# Associazione Calcio Comense 1931-1932
Questa pagina raccoglie i dati riguardanti l'Associazione Calcio Comense nelle competizioni ufficiali della stagione 1931-1932.

## Rosa
| N. |                   | Ruolo | Calciatore       |
| -- | ----------------- | ----- | ---------------- |
|    | Italia (bandiera) | A     | Gino Bellotti    |
|    | Italia (bandiera) | C     | Eridio Bonardi   |
|    | Italia (bandiera) | C     | Sante Buttarelli |
|    | Italia (bandiera) | C     | Cesare Butti     |
|    | Italia (bandiera) | C     | Antonio Cetti    |
|    | Italia (bandiera) | C     | Felice Comelli   |
|    | Italia (bandiera) | D     | Eligio Donadeo   |
|    | Italia (bandiera) | D     | Plinio Farina    |
|    | Italia (bandiera) | C     | Mario Giacomini  |
|    | Italia (bandiera) | P     | Eugenio Guarisco |
|    | Italia (bandiera) | C     | Aldo Guggi       |

| N. |                   | Ruolo | Calciatore         |
| -- | ----------------- | ----- | ------------------ |
|    | Italia (bandiera) | P     | Amedeo Lissi       |
|    | Italia (bandiera) | D     | Michele Moretti    |
|    | Italia (bandiera) | A     | Franco Nasoni      |
|    | Italia (bandiera) | A     | Paride Pasqualetto |
|    | Italia (bandiera) | A     | Renato Preziati    |
|    | Italia (bandiera) | C     | Pasquale Ribaldi   |
|    | Italia (bandiera) | A     | Marco Romano       |
|    | Italia (bandiera) | A     | Antonio Sacchi     |
|    | Italia (bandiera) | D     | Virginio Vitali    |
|    | Italia (bandiera) | C     | Ugo Zoppi          |

## Statistiche

### Statistiche di squadra
| Competizione | Punti | In casa | In casa | In casa | In casa | In casa | In casa | In trasferta | In trasferta | In trasferta | In trasferta | In trasferta | In trasferta | Totale | Totale | Totale | Totale | Totale | Totale | DR |
| Competizione | Punti | G       | V       | N       | P       | Gf      | Gs      | G            | V            | N            | P            | Gf           | Gs           | G      | V      | N      | P      | Gf     | Gs     | DR |
| ------------ | ----- | ------- | ------- | ------- | ------- | ------- | ------- | ------------ | ------------ | ------------ | ------------ | ------------ | ------------ | ------ | ------ | ------ | ------ | ------ | ------ | -- |
| Serie B      | 35    | 17      | 9       | 6       | 2       | 24      | 15      | 17           | 4            | 3            | 10           | 23           | 34           | 34     | 13     | 9      | 12     | 47     | 49     | -2 |

### Statistiche dei giocatori
| Giocatore      | Serie B  | Serie B |
| Giocatore      | Presenze | Reti    |
| -------------- | -------- | ------- |
| G. Bellotti    | 27       | 5       |
| E. Bonardi     | 7        | 1       |
| S. Buttarelli  | 23       | 1       |
| C. Butti       | 26       | 0       |
| A. Cetti       | 18       | 5       |
| F. Comelli     | 29       | 0       |
| E. Donadeo     | 13       | 0       |
| P. Farina      | 28       | 0       |
| M. Giacomini   | 1        | 0       |
| E. Guarisco    | 21       | -?      |
| A. Guggi       | 8        | 0       |
| A. Lissi       | 13       | -?      |
| M. Moretti     | 30       | 0       |
| F. Nasoni      | 18       | 5       |
| P. Pasqualetto | 11       | 2       |
| R. Preziati    | 16       | 4       |
| P. Riboldi     | 8        | 0       |
| M. Romano      | 24       | 10      |
| A. Sacchi      | 30       | 10      |
| V. Vitali      | 1        | 0       |
| U. Zoppi       | 22       | 3       |